# 翁鎮發
翁鎮發，中國笙演奏家、國家一級器樂演奏家，與山東藝術學院牟善平合作研制的三十七簧加鍵笙曾獲文化部科技進步獎。其女翁斯贝现任德国柏林爱乐乐团长笛演奏者、澳門交響樂團長笛首席，妻子王曙光亦为琵琶演奏家。
翁鎭發幼時曾拜江南絲竹名家顾文祥为师，12歲時進入红霞歌舞团，復師事杨树基、蒋郎蟾兩人；亦曾受上海音乐学院、日本华夏音乐学院聘任為教授。